# Масово убийство в Аурора
Масовото убийство в Аурора се случва в петък, 20 юли 2012 г., когато въоръжен мъж открива огън в киносалон по време на прожекция в полунощ. Това е премиерата на филма „Черният рицар: Възраждане“ в кинотеатъра Cinemark 16 в Аурора, окръг Арапахо Колорадо.
Убити са 12 и са ранени 58 други души. Заподозреният стрелец е по-късно идентифициран като Джеймс Ийгън Холмс и се смята, че е действал сам. Той първо купува билет за филма, влиза в кинотеатъра, излиза отново през заден авариен изход, като оставя вратата леко отворена, отива при колата си и се връща обратно в пълно снаряжение. Той носи защитно облекло на гърдите, врата, противогаз и започва да стреля по публиката с няколко огнестрелни оръжия сред които автомат, двуцевна пушка и пистолет Глок. Преди стрелбата хвърля граната със сълзотворен газ в киносалона. Това е най-масовото убийство, с най-много жертви в историята на Съединените щати по отношение на такъв род произшествия.
Стрелбата започва в 00:38 часа, полицията пристига 2 минути по-късно и арестува Холмс. За това време в киносалона са убити 10 души, а други двама умират по-късно в болница. Куршумите пробиват стената на съседен киносалон и в него също има ранени.
Джеймс Ийгън Холмс е на 24 години, роден на 13 декември 1987 година в Сан Диего, Калифорния.

## Жертви
Всички жертви умират от огнестрелни рани.
| Име                    | Възраст |
| ---------------------- | ------- |
| Джонатан Блънк         | 26      |
| Александър Бойк        | 18      |
| Джеси Чайлдрес         | 29      |
| Гордън Коуден          | 51      |
| Джесика Гауи           | 24      |
| Джон Ларимър           | 27      |
| Матю Макуин            | 27      |
| Микейла Медек          | 23      |
| Вероника Мозер-Съливан | 6       |
| Алекс Съливан          | 27      |
| Александър Тийвс       | 24      |
| Ребека Уинго           | 32      |